# 義仲四天王
義仲四天王，即木曾義仲起兵討平家時最為倚重的四員大將。分別為樋口兼光、今井兼平、根井行親、楯親忠。其中樋口兼光（又稱樋口二郎）是信濃權守中原兼遠之子，兼平（又稱今井四郎）及巴御前之兄。根井行親本姓滋野，又稱根井小彌太，是左衛門尉國親之子，是信濃大姓，義仲初起兵時兼遠以之託於幸親，相助甚多，最後與子親忠（又稱楯六郎）在六條河原與東軍力戰，皆歿於陣。